# دو بیت
دو بیت (به انگلیسی: Two Bits) فیلمی است محصول سال ۱۹۹۵ و به کارگردانی جیمز فولی است. در این فیلم بازیگرانی همچون جری بارون، مری الیزابت، آل پاچینو، جو گریفاسی، جوانا مرلین و جف پیرسون ایفای نقش کرده‌اند.